# Faxonella beyeri
Faxonella beyeri är en kräftdjursart som först beskrevs av Penn 1950.  Faxonella beyeri ingår i släktet Faxonella och familjen Cambaridae. IUCN kategoriserar arten globalt som livskraftig. Inga underarter finns listade i Catalogue of Life.